# Kop van Zuid
Le Kop van Zuid est un quartier de Rotterdam situé sur la rive sud de la Nouvelle Meuse, en face du centre de la ville. Le quartier est relativement jeune et comprend la pointe Wilhelminapier et le V délimité par la rue Rosestraat et la ligne de chemin de fer Rotterdam-Dordrecht, d'une part, et la Hilledijk, la rue Hillestraat, et le port Rijnhaven d'autre part.
Le Kop van Zuid est construit sur d'anciens quais abandonnés autour des ports de Binnenhaven, Entrepothaven, Rijnhaven, Spoorweghaven et la Wilhelminapier. Ces quais forment une imposante jetée entre le centre-ville et le sud de Rotterdam, de part et d'autre de la Nouvelle Meuse.

## Description
Le quartier fait partie de Rotterdam-Sud. Depuis 2010, ses quartiers font partie de l'arrondissement Feijenoord. Le quartier comporte plusieurs zones :
- La pointe Wilhelminapier
- L'avenue Zuidkade
- Le Promontoire
- Les Jardins urbains
- Le Parkstad
- Le Peperklip
- L'Entrepôt
- Les environs du tunnel ferroviaire (Spoortunnel)

## Développement
Un plan général de développement du quartier est conçu au début des années 1990 par Riek Bakker et Teun Koolhaas. Ce plan a évolué ensuite en un plan urbain, qui donne de l'importance aux connexions avec le centre-ville de Rotterdam, notamment le pont Érasme et la station de métro Wilhelminaplein, quartier métropolitain pourvu de nombreux équipements le long de la Nouvelle-Meuse, et de zones d'habitation le long des ports intérieurs. Certains des bâtiments historiques, tels que l'hôtel New York, sont mis en valeur et prennent de nouvelles fonctions. Des gratte-ciel sont construits. C'est le quartier des plus hauts et plus larges gratte-ciel du pays : la tour Montevideo, les Maastoren (tours de la Meuse), De Rotterdam.

## Les bâtiments notables
- Entrepotgebouw (1879)
- Poortgebouw (1879)
- Hotel New York (1903)
- Le Peperklip (1981)
- Pont Erasmus (1996)
- Palais de justice et bâtiment de l'administration fiscale (1997)
- Toren op Zuid (tours du Sud) (1999)
- Hoogschool Inholland (université Inholland) (2000)
- Tour du World Port Center (2001) abritant les bureaux de l'administration du port de Rotterdam
- Théâtre Luxor (2001)
- Tour Montevideo (2005), plus haute tour du pays à son ouverture
- De Compagnie (2005)
- Cité People Building (2010)
- Tour New Orleans (2010)
- Tours Maastoren (2010), plus haut gratte-ciel du pays
- De Rotterdam (2013), plus large gratte-ciel du pays.

## Transports

### Transports urbains
Dans le quartier circulent des lignes tramway 20, 23 et 25, les autobus de ville, et le métro (station de métro Wilhelminaplein).

### Transports maritimes et croisières
Le terminal de croisières Cruise Terminal Rotterdam est situé sur la rive nord de la pointe, devant le gratte-ciel De Rotterdam et non loin de l'ancien centre administration de la compagnie de croisière Holland America Lijn, l'hôtel New York. Le site, délaissé durant les années 1970 à 1990 en raison de la concurrence des transports aériens, a été réhabilité dans les années 1990. Les plus larges paquebots de croisières peut s'y amarrer, amenant avec elles de nombreux touristes. Lors de l'arrivée du Queen Mary 2 en 2004, des centaines de milliers de personnes se sont succédé en centre ville et sur les rives du port pour admirer le paquebot qui était alors le plus grand du monde. Le passage des croisières s'est intensifié au début des années 2000.

## Art et Culture

### Les musées
- Le Nederlands Fotomuseum, musée national de la photographie, situé sur l'avenue Wilheminakade, présente des expositions temporaires.
- La Villa Zebra, située sur la rue Stieltjesstraat 21, sur les rives de la Nouvelle Meuse, offre des expositions et des ateliers avec sur les arts visuels pour les enfants de 3 à 12 ans.

## Galerie

Kop van Zuid
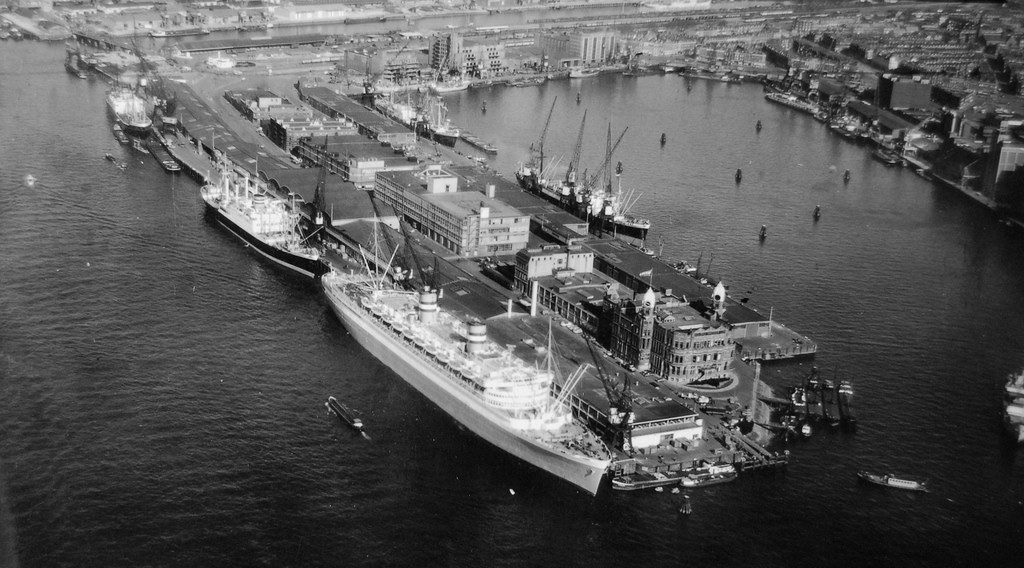
Vue aérienne en 1959.
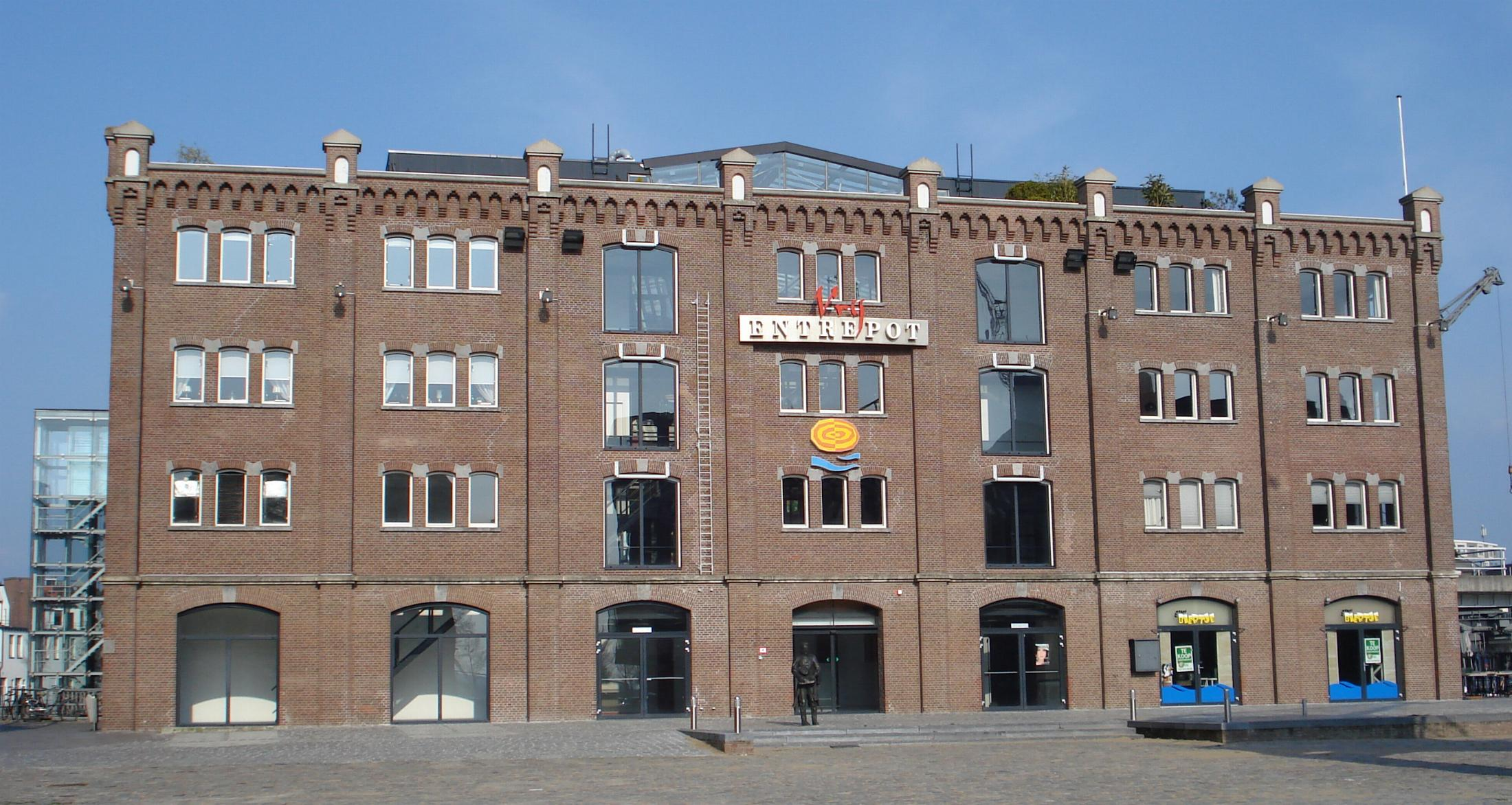
Entrepotgebouw.
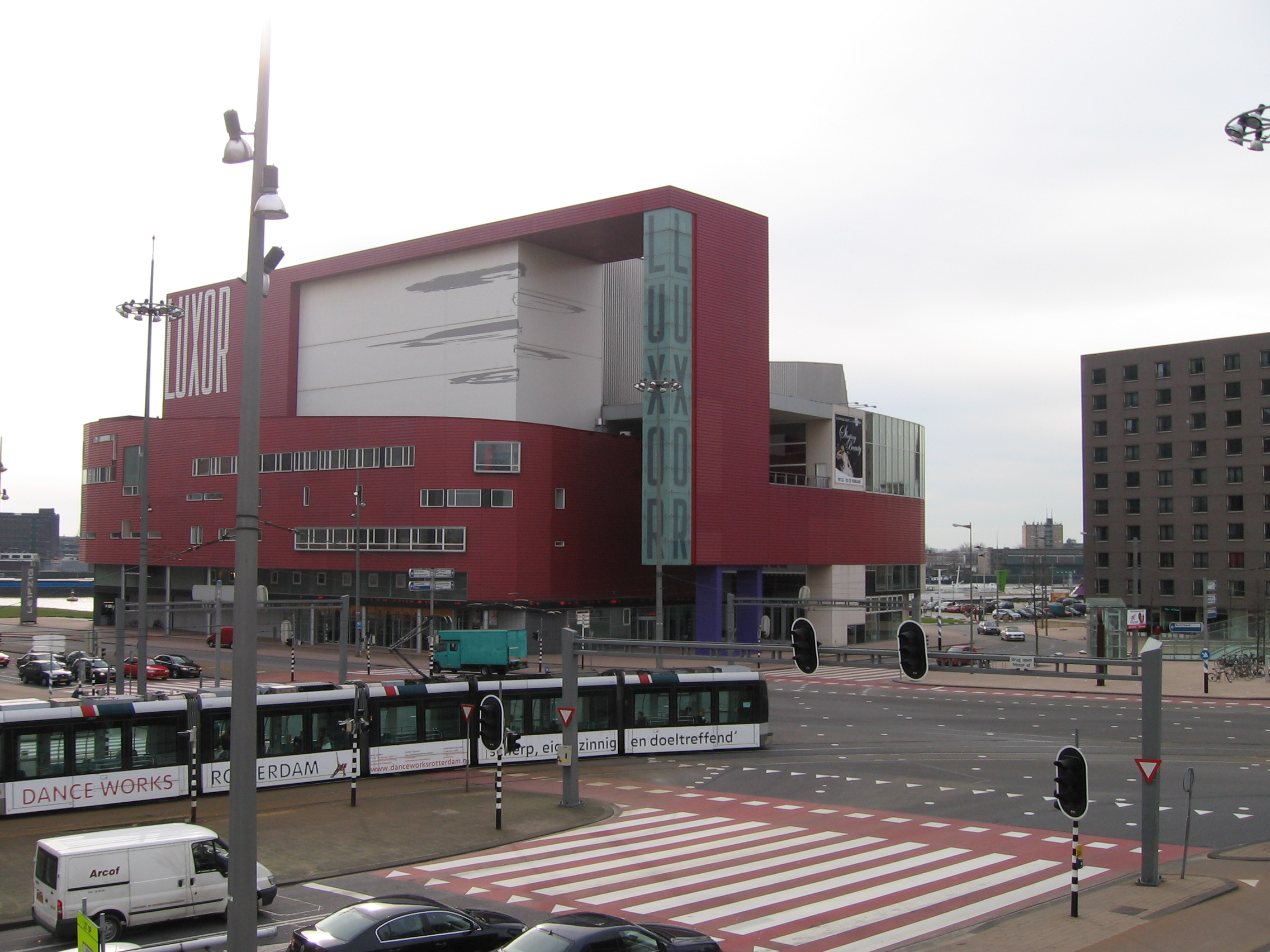
La place Wilhelmina et le théâtre Luxor (bâtiment rouge).
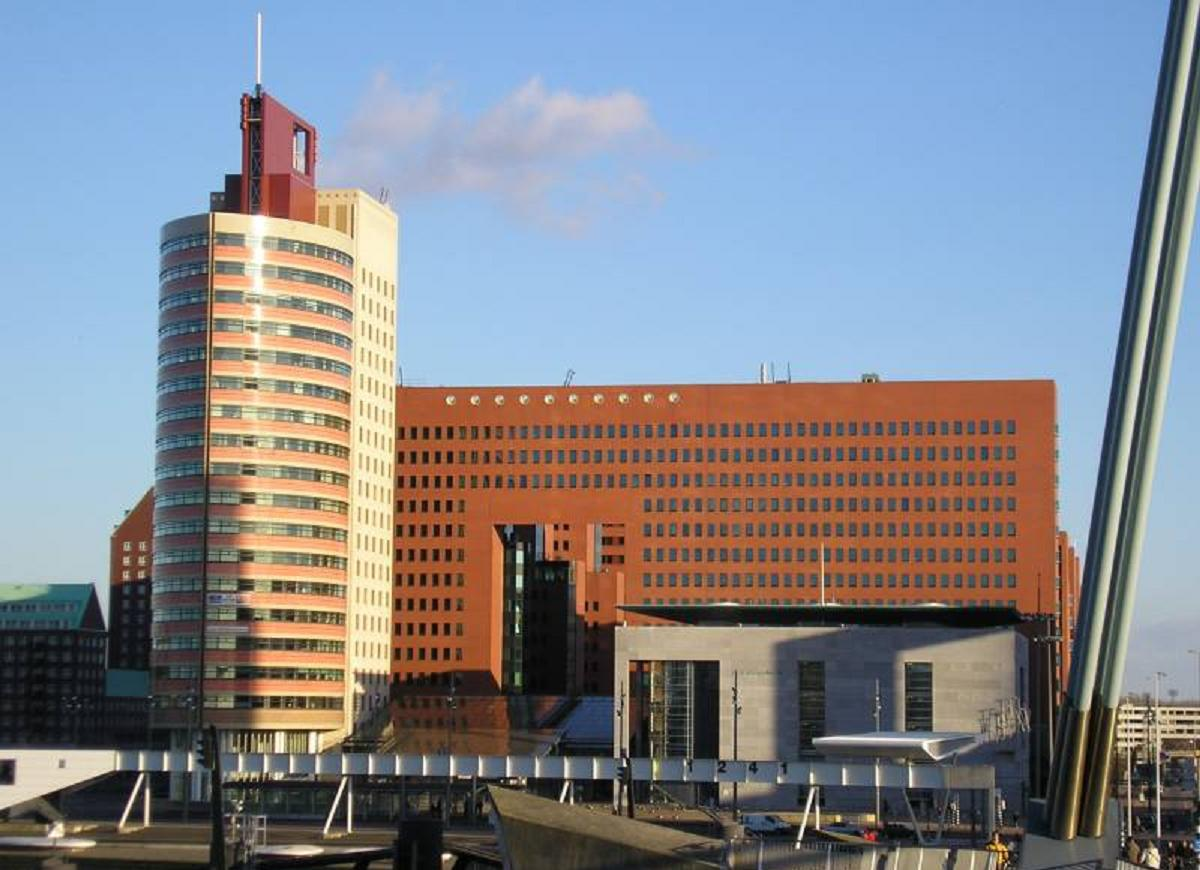
Bâtiment de l'administration fiscale et palais de justice.
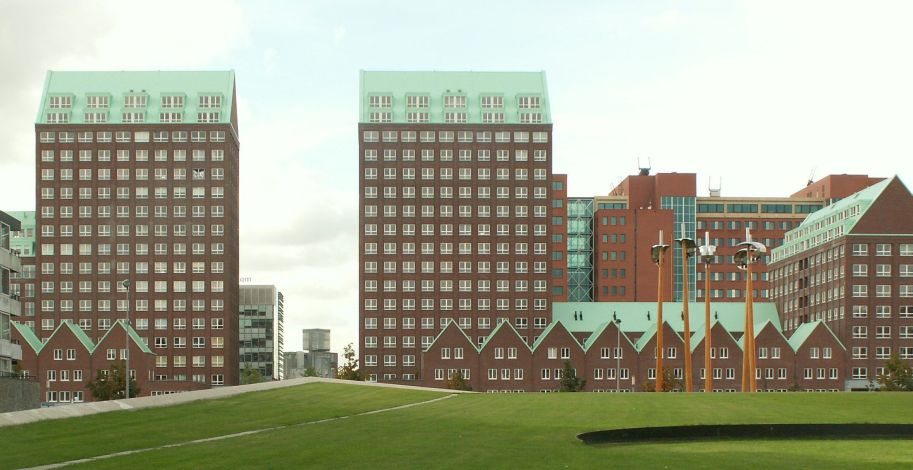
Immeubles.
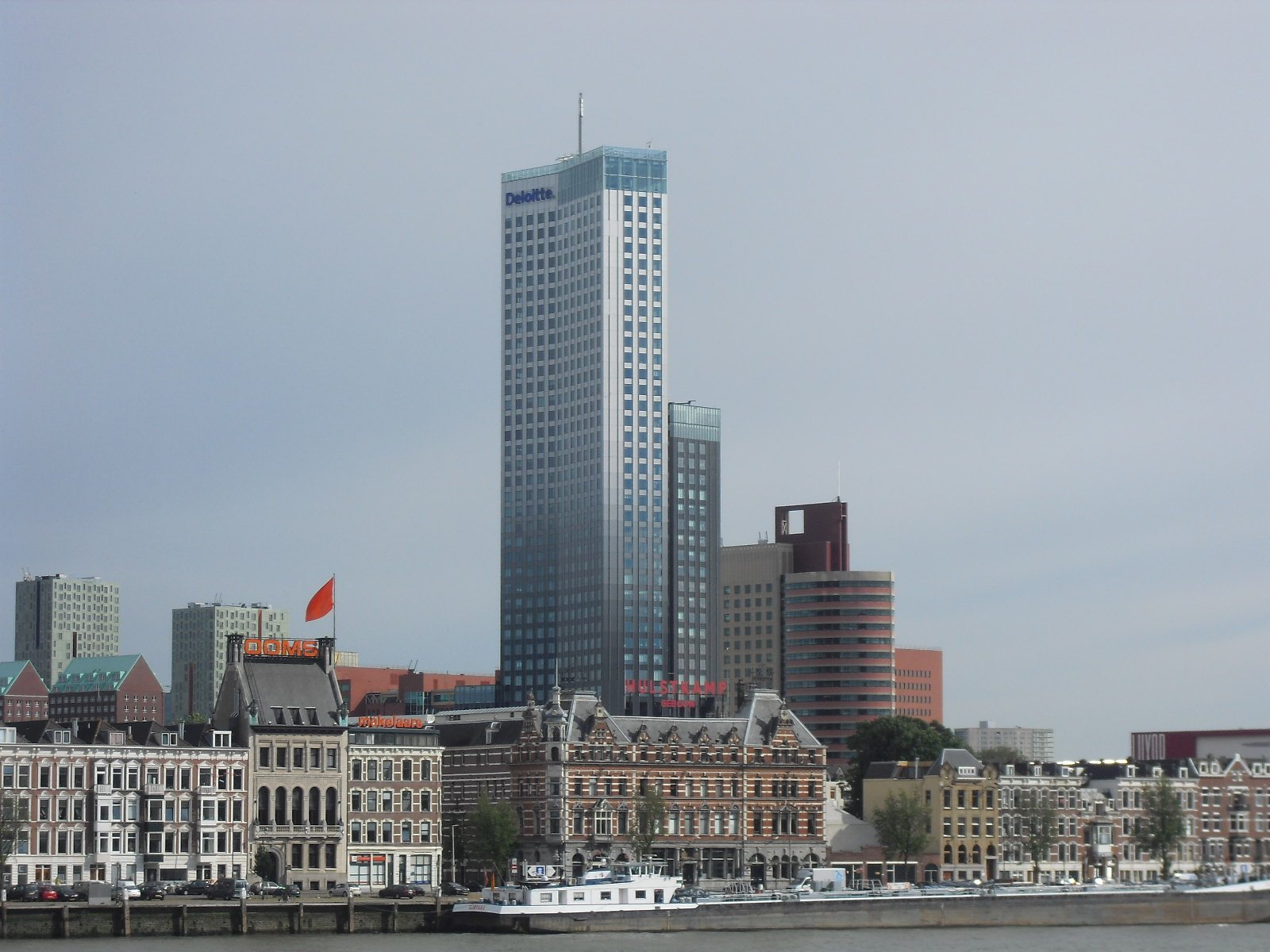
Maastoren.
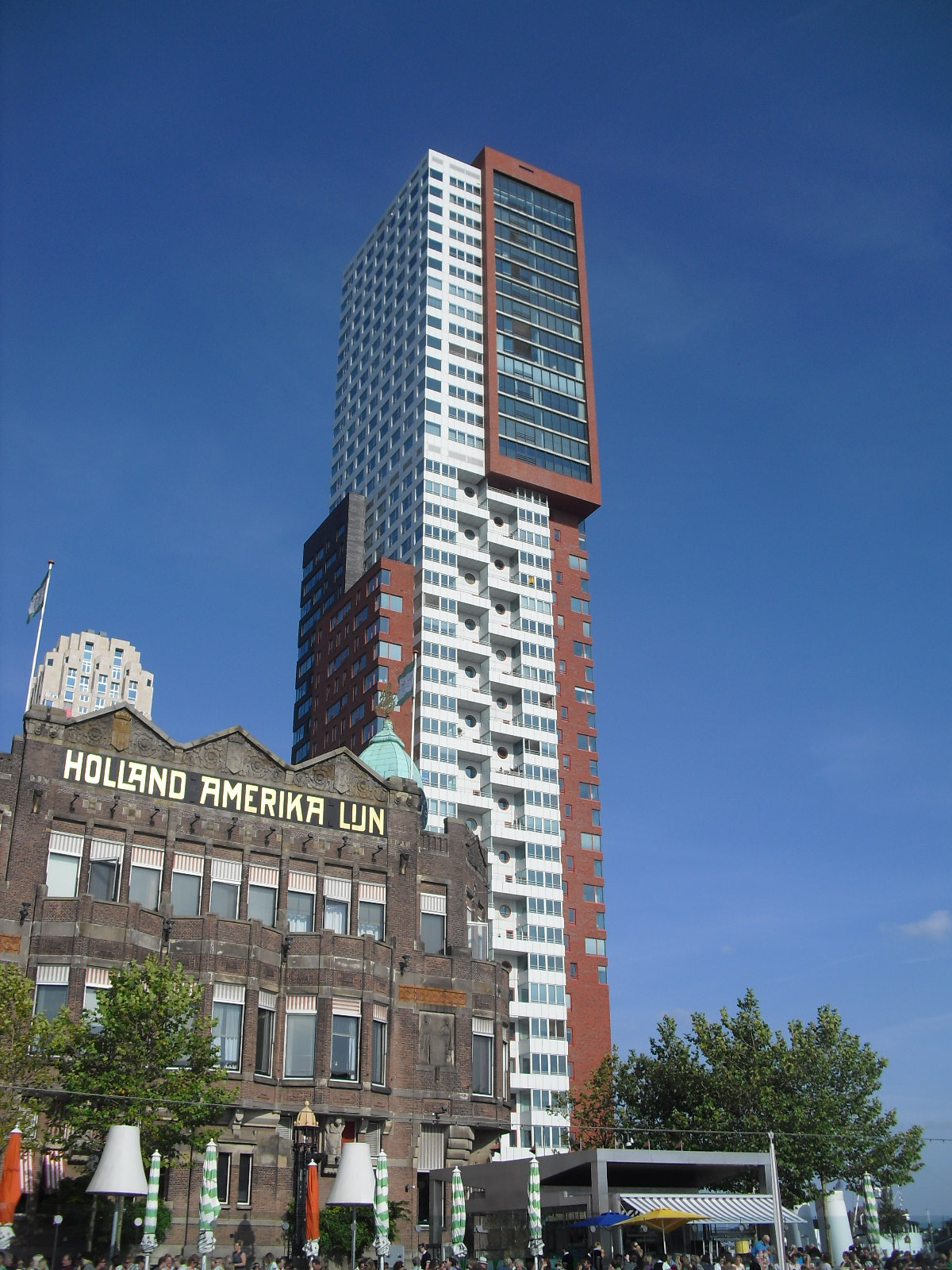
Hôtel New York (premier plan) et tour Montevideo.
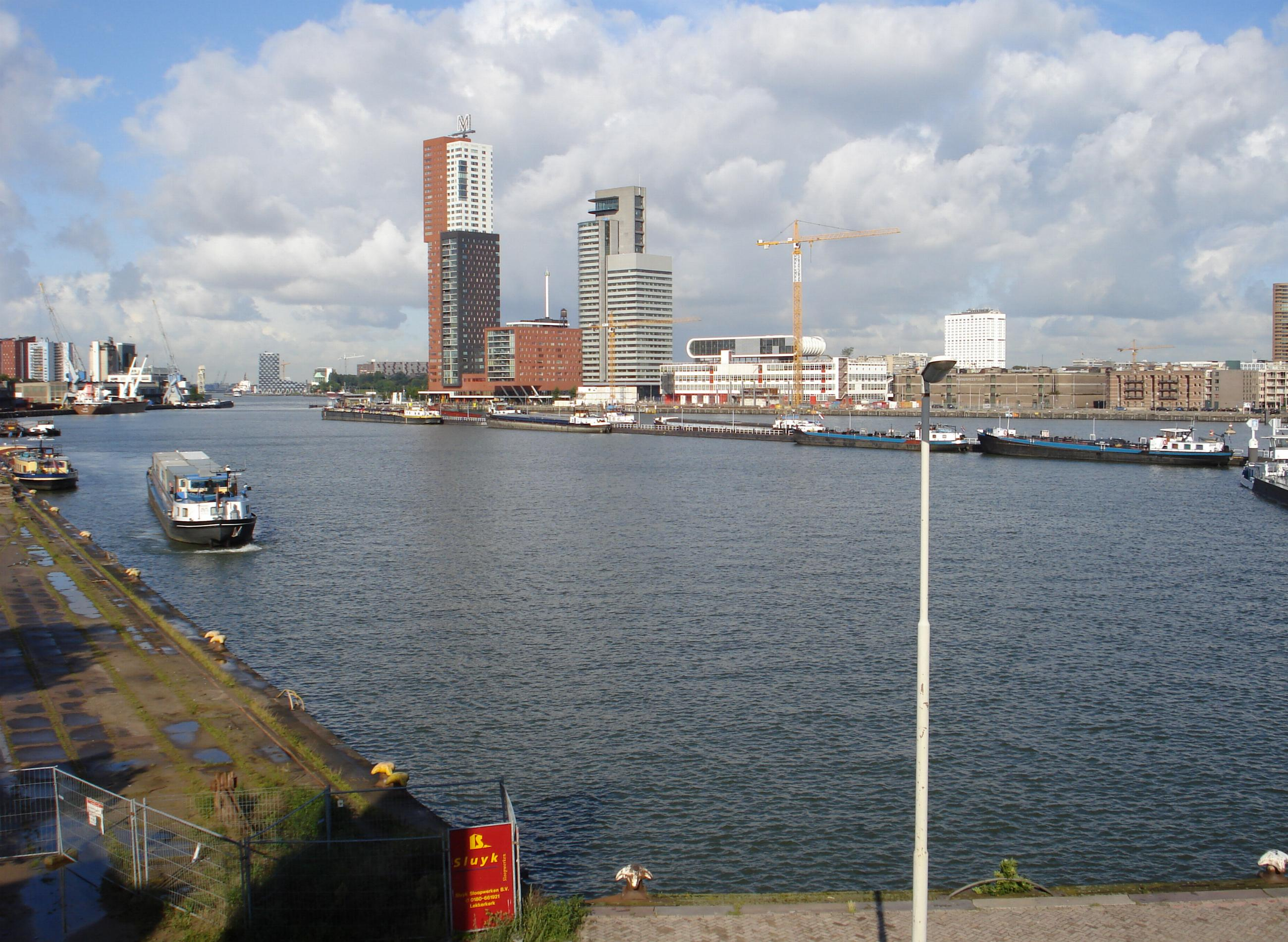
Panorama vu du sud, au bord du Rijnhaven.
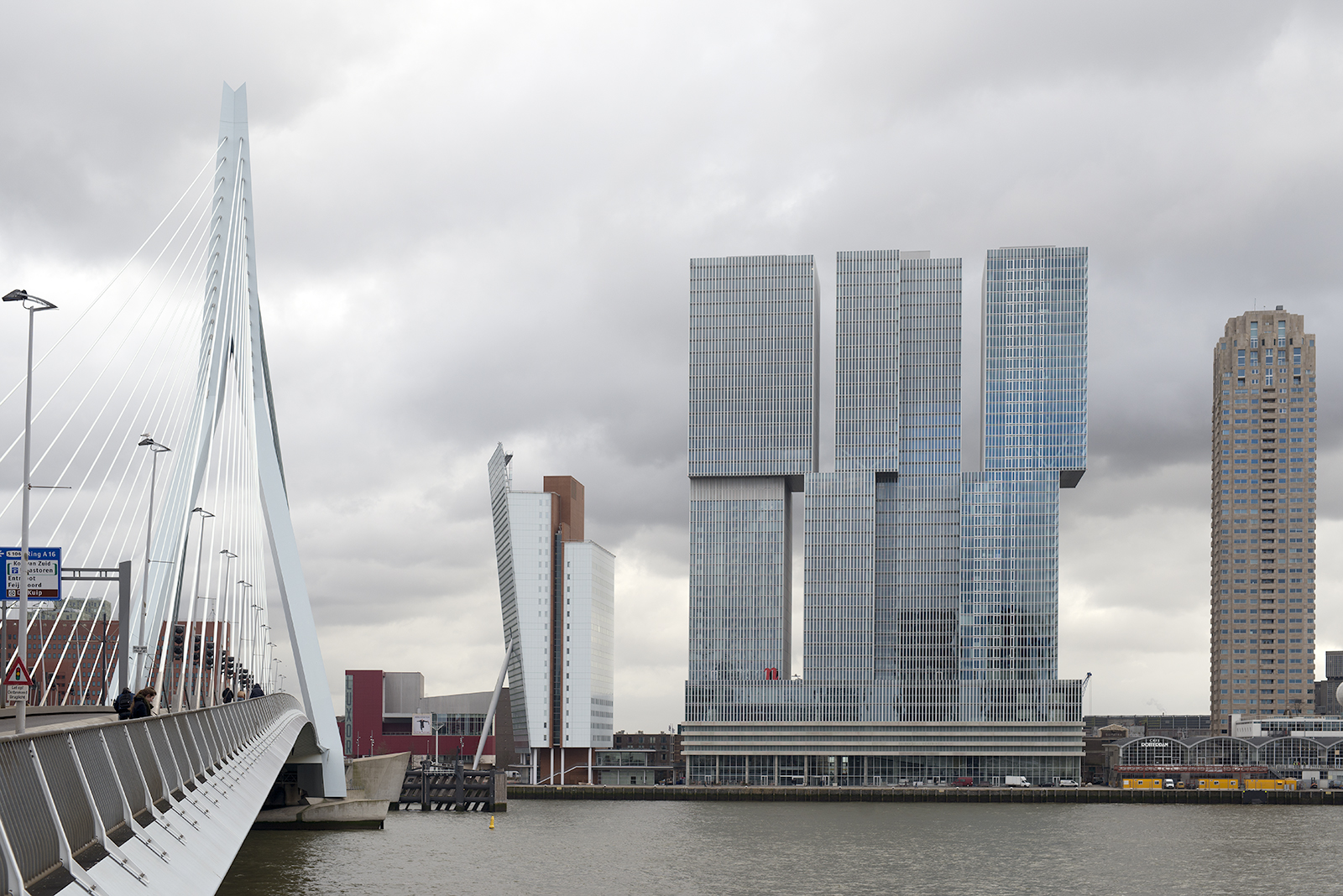
Panorama vu du nord, avec de gauche à droite : pont Érasme, théâtre Luxor, tour KPN, De Rotterdam, New Orleans.
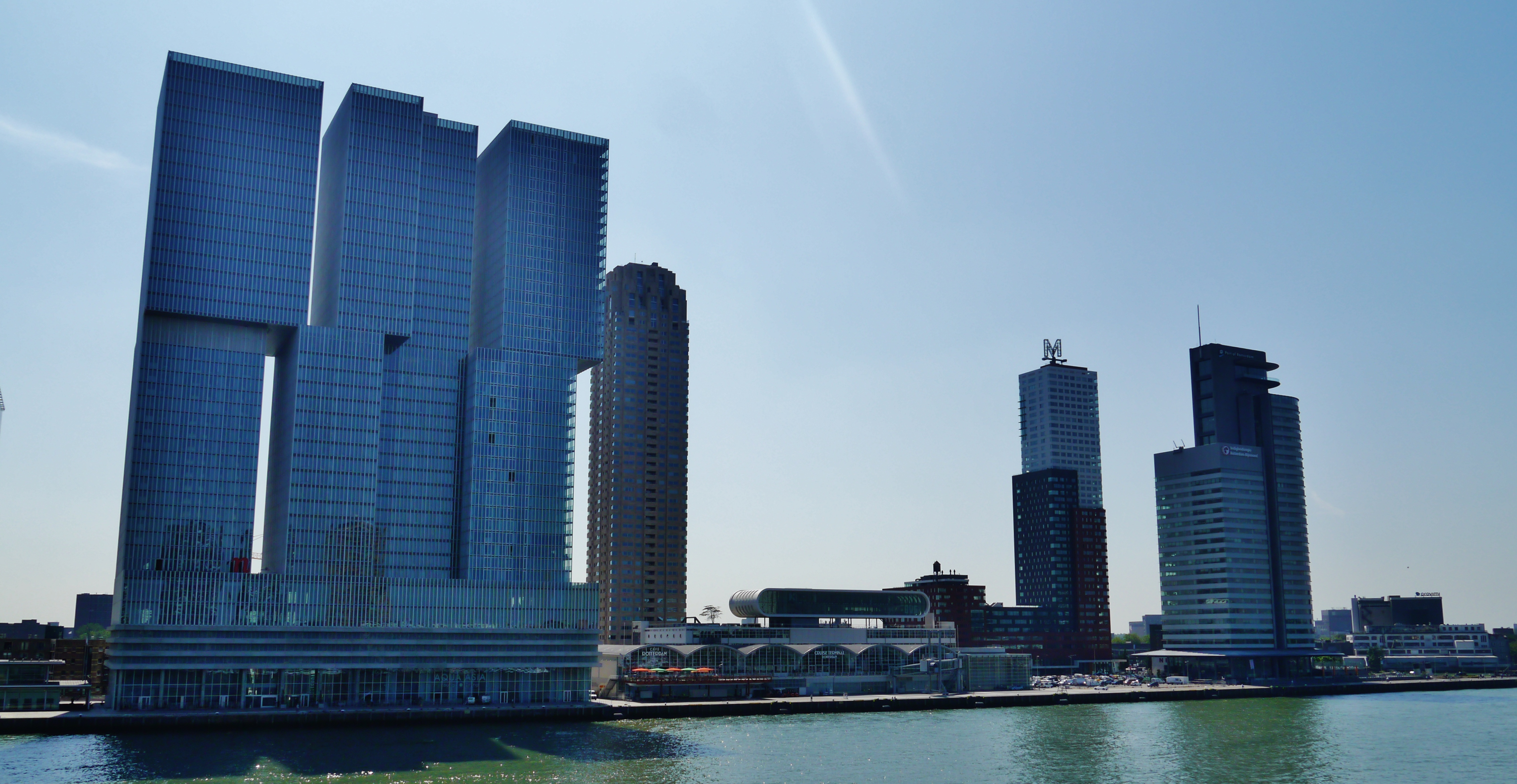
Quartier Kop van Zuid vu de la rive nord : tours De Rotterdam (gauche), tour New Orleans (à sa droite), port d'arrivée des croisières (centre), tour du World Port Center (droite).
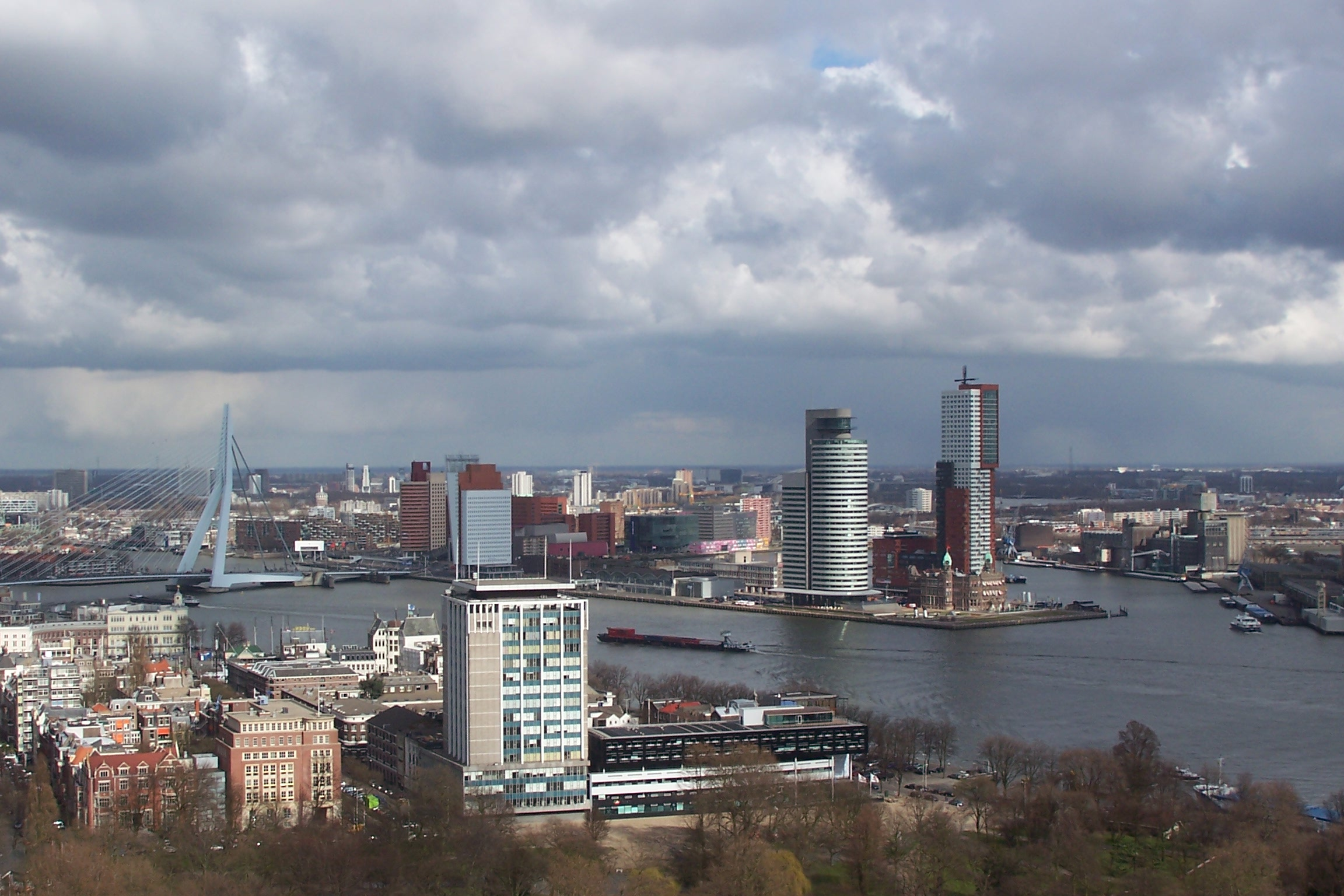
Vue du Euromast, la pointe de la presqu'île Kop van Zuid se dessine entre la Nouvelle Meuse (premier plan) et le Rijnhaven (plan d'eau à droite)